# Hermann Weil (Sänger)

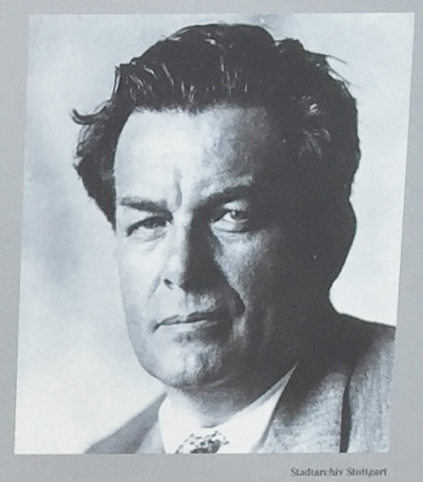
Hermann Weil

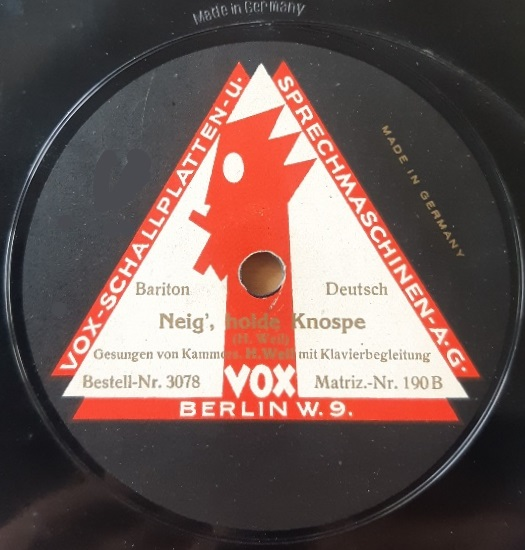
Schallplatte von Hermann Weil mit eigener Komposition (Berlin 1922)

Hermann Wilhelm Weil (25. September 1876 in Mühlburg – 6. Juli 1949 im Blue Mountain Lake, New York) war ein deutscher Kammersänger des Stimmfaches Bariton. Er gehörte fast 30 Jahre, mit Unterbrechungen, dem Ensemble der Stuttgarter Hofoper an, war zwischendurch in New York und in Wien engagiert sowie als Heldenbariton mehrfach bei den Bayreuther Festspielen verpflichtet. Er wurde wegen seiner jüdischen Herkunft bereits in den 1920er Jahren angefeindet und nach der „Machtergreifung“ der Nationalsozialisten im Jahr 1933 entlassen. Er und seine Familie emigrierten 1939 in die Vereinigten Staaten.

## Leben und Werk
Hermann Weil wuchs als Sohn von Manuel Weil und Barbara Hörz in Karlsruhe auf und besuchte hier ein Gymnasium. Eigentlich wollte Weil Grundschullehrer werden, entschloss sich jedoch zu einem Studium der Musikwissenschaft, der Musiktheorie und des Dirigierens am Konservatorium Karlsruhe. Einer seiner Lehrer war der Dirigent Felix Mottl. Eine pianistische Ausbildung erhielt er bei Stephan Krehl. Er nahm auch Gesangsunterricht bei Adolf Dippel in Frankfurt am Main. 1900 wurde er als Korrepetitor an das Hoftheater von Karlsruhe verpflichtet. 1901 debütierte er am Stadttheater Freiburg als Opernsänger, in der Partie des Wolfram von Eschenbach in Wagners Tannhäuser und der Sängerkrieg auf Wartburg. Im Jahre 1902 heiratete er Charlotte Johanna, geb. Keßler (geboren am 28. Februar 1879 in Frankfurt/Main), eine Studienkollegin im Fach Gesang.
1904 wechselte er von Freiburg nach Stuttgart und wurde an die Stuttgarter Hofoper engagiert, „an der er bis 1933 sehr große Erfolge erzielen konnte“. Er hielt diesem Haus dreißig Jahre die Treue und blieb auch während seiner Auslandsengagements Gastsänger. Er wurde rasch zu einer Stütze des Ensembles. Sein Schwerpunkt lag auf dem deutschen Fach, er trat in Werken von Mozart, Beethoven, Kreutzer, Lortzing, Wagner, R. Strauss und Pfitzner auf. Er war an drei wichtigen Stuttgarter Erstaufführungen beteiligt, als Jochanaan in der Salome von Oscar Wilde und Richard Strauss, als Orest in der Elektra von Hugo von Hofmannsthal und Richard Strauss sowie als Dietrich im Armen Heinrich von Hartmann von Aue und Hans Pfitzner. Im März 1909 sang er eine tragende Rolle in der Uraufführung der Oper Prinzessin Brambilla von Walter Braunfels. Er profilierte sich aber bereits in Stuttgart auch mit exzellenten Vorstellungen im italienischen und im französischen Fach und wurde aufgrund seiner Leistungen zum königlichen Kammersänger der Hofoper ernannt.
1906 wurde er in der Freimaurerloge Zu den 3 Cedern in Stuttgart zum Freimaurer aufgenommen.
Gastauftritte führen ihn 1907 ans Stadttheater Augsburg und 1909/1910 nach München. 1909 erfolgte sein erstes Auslandsengagement: In Amsterdam übernahm er die Rolle des Sebastiano in Eugen d’Alberts spätromantischer Oper Tiefland. Später sang er an diesem Haus auch den Kurwenal in Wagners Tristan und Isolde.
Unter künstlerischer Mitarbeit von Hofkapellmeister Erich Band hat sich Hermann Weil 1911 mit dessen Frau Olga Band-Agloda (Sopranistin), Meta Diestel und Karl Erb zum „Neuen Stuttgarter Vokalquartett“ vereinigt.
1911 war das Jahr seines internationalen Durchbruchs. Er wurde an die Metropolitan Opera (Met) in New York und von den Bayreuther Festspielen verpflichtet. In New York debütierte er als Kurwenal und interpretierte in der Folge in sechs Spielzeiten insgesamt 16 Partien in 115 Vorstellungen. Von 1912 bis 1914 war er auch an der Oper von Boston engagiert. 1912 wirkte er an der Met in einer konzertanten Aufführung von Monteverdis L’Orfeo mit. Bei der US-amerikanischen Erstaufführung des Rosenkavaliers am 9. Dezember 1913 in der Met sang er den Faninal. 1916 war er in Glucks Iphigénie en Tauride zu hören. Weitere wichtige Rollen in New York waren aus seinem Wagner-Repertoire Wolfram, Telramund, Wotan und Wanderer.
Bei den Bayreuther Festspielen debütierte er 1911 als Amfortas und Gunther. Alternierend mit Walter Soomer (Bassbariton) sang er den Sachs. 1913 wurde er an das Royal Opera House Covent Garden in London eingeladen, wo er den Jochanaan in Salome gab. Weitere Gastspiele führten ihn an die Mailänder Scala, nach Madrid, Berlin und Brüssel.

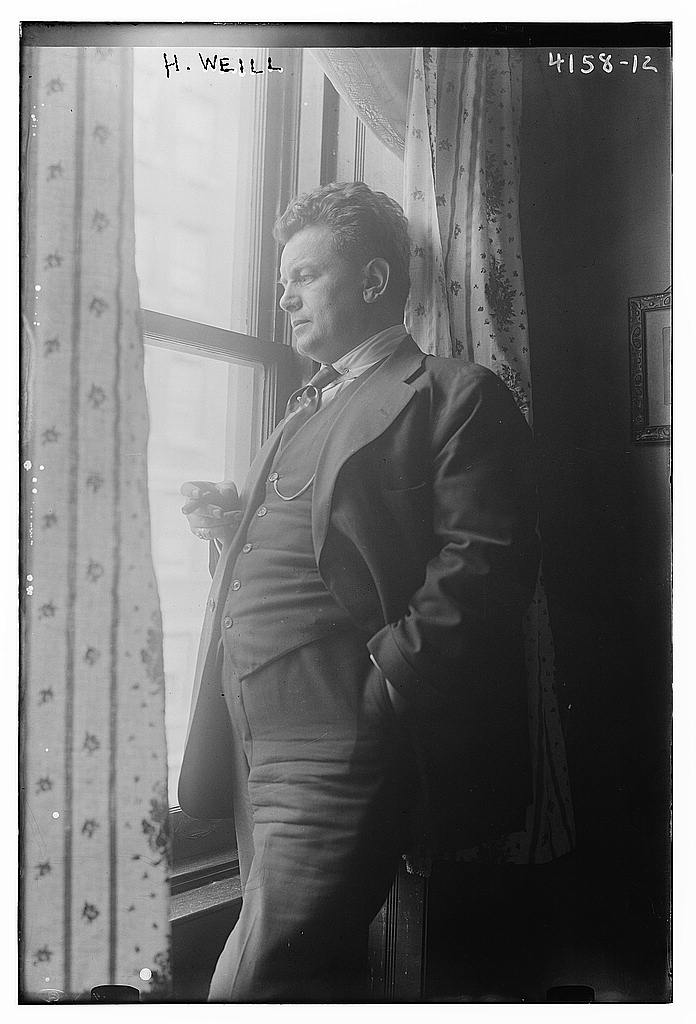
Hermann Weil in New York, 1917 fotografiert von George Grantham Bain

Nach dem Eintritt der Vereinigten Staaten in den Ersten Weltkrieg wurde der Sänger ab 1917 als „feindlicher Ausländer“ interniert. Auch während der Haft engagierte er sich künstlerisch: 1919 debütierte eine aus deutschen Sängern zusammengestellte Operntruppe im Lexington Theatre in Lexington (New York). Doch aufgrund des Drucks antideutscher Gruppierungen, geführt von Kriegsveteranen, endete die Spielzeit, bevor sie begann. Danach kehrte er nach Europa zurück und nahm ein 3-Jahres-Engagement als Ensemblemitglied der Wiener Staatsoper an. Auch in Wien überzeugte er mit seiner universellen Einsetzbarkeit (im französischen Fach als Escamillo in Carmen und als Graf Nevers in den Hugenotten; im italienischen Fach als Graf Luna im Troubadour sowie im gesamten deutschen Fach von Mozart bis zur Gegenwart). Insgesamt verkörperte Weil mehr als 100 verschiedene Rollen in seiner Laufbahn. In den Jahren 1923 und 1924 folgte eine weitreichende und lukrative Amerika-Tournee mit der German Opera Company. Danach übernahm er in Bayreuth den Part des Hans Sachs in den Meistersingern von Nürnberg, eine seiner Paraderollen.
Am 27. November 1926 übernahm Hermann Weil die Titelpartie in der Stuttgarter Folgeinszenierung nach der Dresdner Premiere von Busonis Doktor Faust, mit Fritz Windgassen als Mephistopheles. Parallel zu seinen Auftritten in Oper und Konzert war Hermann Weil stets auch in weiteren Tätigkeitsbereichen aktiv, als Musikforscher, Pianist, Gesangslehrer und Dirigent.
Bereits in den Jahren 1924 und 1925, als er wiederholt den Sachs zur Wiedereröffnung der Bayreuther Festspiele verkörperte, war Hermann Weil Ziel heftiger antisemitischer Attacken verbaler Natur. Der „Grüne Hügel“ war zu dieser Zeit bereits ein „chauvinistisches Treibhaus“ geworden, wo Weil wie auch sein Kollege Friedrich Schorr als Juden angefeindet wurden.
Als am 15. März 1933 Gauleiter Wilhelm Murr zum Württembergischen Staatspräsidenten gewählt wurde, war das berufliche Schicksal des Sängers besiegelt, der 1923 als Ensemblemitglied an die Stuttgarter Oper zurückgekehrt war und wie der Sänger Peter Müller zu den Publikumslieblingen wurde, „dessen Charme die Damenwelt umfing“. Eine der ersten Amtshandlungen des neuen NS-Kultusministers Christian Mergenthaler war die Absetzung des Generalintendanten Albert Kehm, des Verwaltungsdirektors und der Oberspielleiter von Oper und Schauspiel der Staatstheater Stuttgart. Kehm wurde zum 1. August 1935 gekündigt; aber bereits ab 27. März „beurlaubt“. Den Nationalsozialisten Otto Krauß setzte er als neuen Intendanten ein und innerhalb eines Monats wurden alle Juden entlassen. Dies betraf neben Hermann Weil u. a. die Schauspieler Max Marx, Heinz Rosenthal und Fritz Wisten, den Sänger Hermann Horner, die Chorsängerin Elsa Reder, die Tänzerin Suse Rosen und den Oberspielleiter der Oper, den schwedischen Regisseur Harry Stangenberg. Fritz Wisten und Herman Weil, zu den „Großen Alten am Landestheater zählend“, entließ man im März 1933, weil Mergenthaler jetzt Leute wollte, „die einen heldischen Zug im Herzen haben“.
In Zusammenarbeit mit dem Landesarchiv haben der Historiker Hannes Heer u. a. in der 2008 herausgegebenen Dokumentation „Verstummte Stimmen“ die Vertreibung der Juden aus der Oper 1933 bis 1945 eingehend dargestellt. Die Vorgänge um die Entlassung von Hermann Weil werden darin wie folgt beschrieben:

„Noch vor Inkrafttreten des am 7. April erlassenen Gesetzes zur Wiederherstellung des Berufsbeamtentums, das die Entlassung nichtarischer und politisch unzuverlässiger Beamter befahl, wurden die prominenten Juden – die Schauspieler Fritz Wisten und Max Marx sowie die Sänger Herman Weil und Hermann Horner – Ende März gekündigt. […]
Aber Hermann Weil war Halbjude. Am 31. März 1933 wurde ihm beim Betreten des Theaters lapidar erklärt: ‚Sie brauchen nicht mehr zu kommen.‘ Man erlaubte ihm gerade noch, wegen ‚Berufsunfähigkeit‘ die Pensionierung zu beantragen. Nur sein Kollege Fritz Windgassen protestierte gegen den Rechtsbruch. Die Anregung, das langjährige Ensemblemitglied, wie üblich, mit einer Ehrung zu verabschieden, beantwortete der neue Kultusminister Christian Mergenthaler so: ‚Als Judenstämmling kann der Kammersänger Hermann Weil nicht zum Ehrenmitglied des Staatstheaters ernannt werden.‘“

Da Weil glaubte, dass sich das NS-Regime nicht lange halten würde, emigrierte er erst 1939 mit seiner Frau Hanna und den beiden Söhnen. Hermann und seine Frau wurden vom Nazi-Regime ausgebürgert. Ihre letzte Wohnadresse in Deutschland war Danneckerstraße 17 in Stuttgart. Zuerst zog er in die Schweiz, 1941 schließlich in die Vereinigten Staaten. Die Familie ließ sich in New York nieder, wo Weil eine Gesangsschule gründete und bis zu seinem Tode als Gesangslehrer tätig war. Nach dem Untergang des NS-Regimes kehrte er nicht nach Deutschland zurück. 1949 erlitt er beim Angeln im Blue Mountain Lake im Hamilton County (New York) einen Schlaganfall, fiel vom Boot und ertrank.

## Repertoire
Seine gut ausgebildete Stimme erstreckte sich über drei Oktaven und reichte in der Höhe bis zum „g“, was ihm zahlreiche Rollen sowohl als Bass wie als Bariton ermöglichte.

### Oper (Auswahl)
Das Rollenverzeichnis wurde aufgrund des Online-Archivs der Wiener Staatsoper erstellt, welches jedoch erst ab 1955 vollständig ist, des Weiteren unter Verwendung der Websites Emilio’s Blog und Forgotten Opera Singers.
Uraufführungen
- Prinzessin Brambilla von Walter Braunfels, 25. März 1909, Königliche Hofoper Stuttgart
- Frau im Stein von Rolf Lauckner und James Simon, 1. März 1925, Württembergisches Landestheater Stuttgart

Repertoire

Hermann Weil als Hans Sachs in Bayreuth, 1912 fotografiert von Alfred Pieperhoff

| d’Albert: - Sebastiano in Tiefland Beethoven: - Don Fernando und Don Pizarro in Fidelio Bizet: - Escamillo in Carmen Busoni: - Titelpartie in Doktor Faust Gounod: - Valentin in Faust Humperdinck: - Spielmann in Die Königskinder Kreutzer: - Jäger in Das Nachtlager in Granada Lortzing: - Peter der Erste in Zar und Zimmermann Meyerbeer: - Graf Nevers in Die Hugenotten Mozart: - Graf Almaviva in Die Hochzeit des Figaro - Guglielmo in Così fan tutte - Sprecher in der Zauberflöte |  | Pfitzner: - Dietrich in Der arme Heinrich Richard Strauss: - Kunrad in Feuersnot - Jochanaan in Salome - Orest in Elektra - Faninal im Rosenkavalier Verdi: - Vater Germont in La traviata - Titelpartie in Rigoletto - Graf Luna im Troubadour - René im Maskenball - Don Carlos in Die Macht des Schicksals - Iago in Otello Wagner: - Titelpartie in Der fliegende Holländer - Wolfram im Tannhäuser - Friedrich von Telramund und Heerrufer im Lohengrin - Kurwenal in Tristan und Isolde - Hans Sachs in Die Meistersinger von Nürnberg - Wotan in Rheingold und Walküre - Wanderer in Siegfried - Gunther in Götterdämmerung - Amfortas in Parsifal |

### Konzert
Der Sänger wurde auch für zahlreiche Konzerte engagiert. Sein Repertoire reichte von Bach bis Mahler. Beispielsweise war er am 5. Oktober 1912 als Gesangssolist im Elitekonzert der Berliner Philharmoniker unter Rudolf Siegel verpflichtet. Am 7. Oktober 1920 interpretierte er in Wien die Lieder eines fahrenden Gesellen.
Der badische Komponist Carl Kromer widmete ihm das Lied In meine Heimat kam ich wieder, sein op. 127 nach einem Gedicht von Hermann Lingg. Neben Gesangsstücken von Robert Radecke und Ludwig Wallbach sang er beispielsweise auch das berühmte Lied Zueignung von Richard Strauss oder das von ihm selbst vertonte Lied Neig', holde Knospe.

## Tondokumente
Die Stimme von Hermann Weil ist nur in einzelnen Arien und Opernauszügen dokumentiert, da zu seiner Zeit, aufgrund technischer Einschränkungen hinsichtlich der Spieldauer von Tonträgern, noch keine Gesamtaufnahmen erstellt werden konnten.
- Nachgewiesen sind Tonaufnahmen Weils ab dem Jahr 1908. Als erstes noch erhaltenes Tondokument gilt eine Grammophon-Aufnahme der Arie Dir, o Königin aus Meyerbeers Afrikanerin aus Stuttgart, veröffentlicht durch die Gramophone Company mit der Katolg Nummer 4-42166.[35][36][37]
- 1910 zeigte der Sänger für Odeon in Berlin die Vielfalt seines Repertoires. Er sang Arien und Duette aus Verdis Traviata und dessen Rigoletto – gemeinsam mit Hermine Bosetti – außerdem Euren Toast aus Bizets Carmen und Da ich nun verlassen soll aus Gounods Faust sowie Erbarm' dich mein aus Wagners Tannhäuser. Die Aufnahme von Blick ich umher …, ebenfalls aus dem Tannhäuser, wurde von Eduard Künneke dirigiert.[38]
- Im Folgejahr spielte die Deutsche Grammophon, Edition Monarch Record, in Stuttgart den Monolog des Hans Sachs Wie duftet doch der Flieder aus Wagners Meistersingern von Nürnberg ein,[39] außerdem Valentins Gebet aus Gounods Faust[40] und den Prolog aus Leoncavallos Bajazzo.[41]
- 1912 erschien bei Pathé eine Schellackplatte, Katalog Nummer 54641, mit dem Bajazzo-Prolog auf der einen Seite und dem Lied an den Abendstern aus dem Tannhäuser auf der anderen Seite.[42][43]
- In der Spielzeit 1916/1917 zeichnete die Columbia Graphophone Company die Ballade Die beiden Grenadiere von Heinrich Heine und Robert Schumann sowie das Matrosenlied (Wir fahren gegen Engeland) von Hermann Löns in einer sonst nicht als Tondokument überlieferten frühen Vertonung von Konrad Ramrath mit der Metropolitan Opera auf.[44][45]
- 1921 wurden von Vox, vollständig Vox-Schallplatten- und Sprechmaschinen-AG, in Berlin eingespielt: die Lieder Aus der Jugendzeit von Friedrich Rückert und Robert Radecke und Im Walde von Ludwig Wallbach sowie zwei Gesänge aus Wagners Tannhäuser, Als du in kühnem Sänge und Wohl wußt’ ich hier sie im Gebet zu finden. Vox veröffentlichte auch eine Schellack mit der Arie Einst spielt ich aus Lortzings Zar und Zimmermann und Valentins Gebet.[46]
- Eine weitere Einspielung von Im Walde, diesmal am 12. März 1924 in New York mit Leroy Shield als Klavierbegleiter, fand ihre Veröffentlichung durch die Victor Talking Machine Company, kurz Victor.[47]

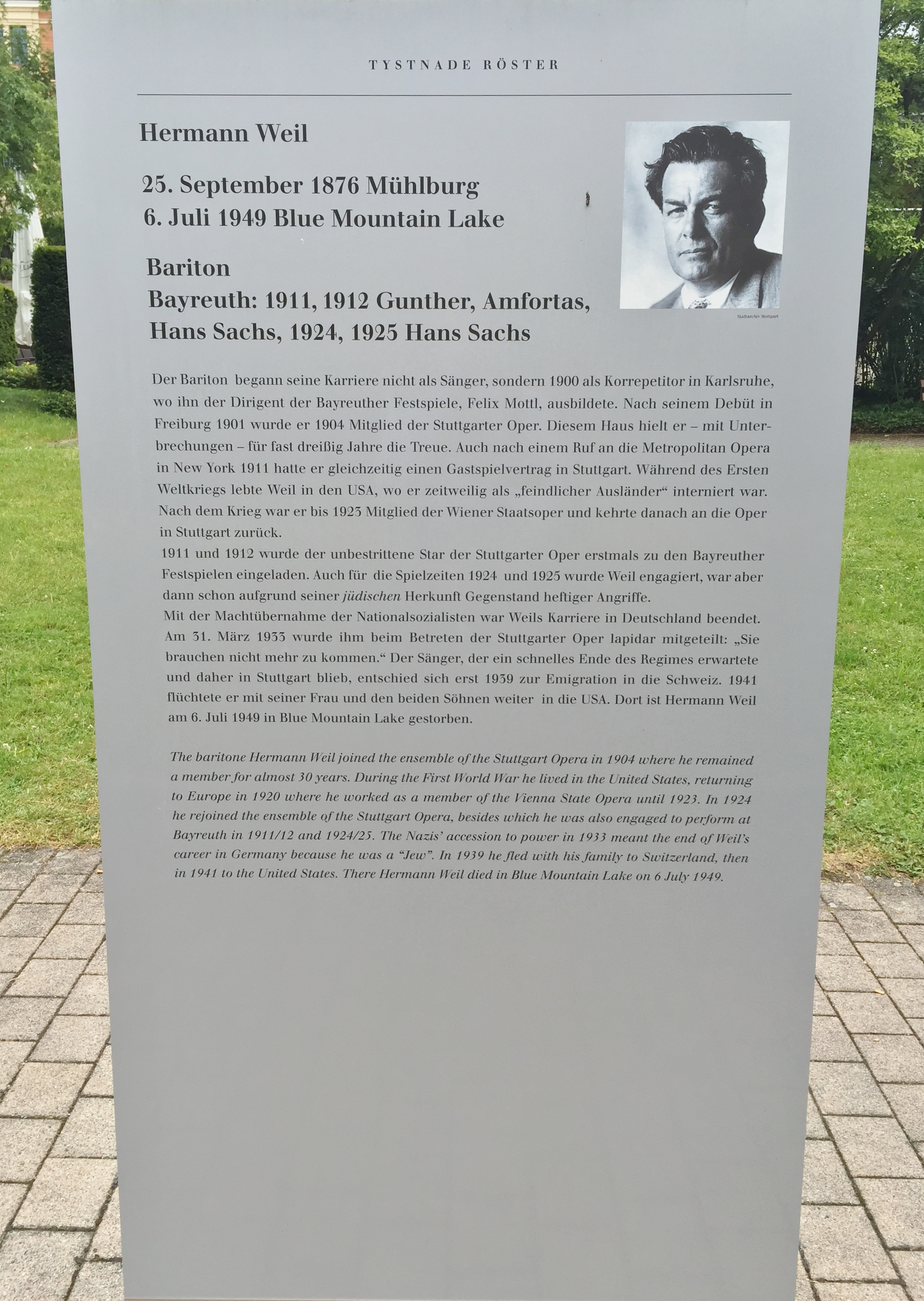
Gedenktafel für Hermann Weil in Bayreuth

## Gedenken
Hermann Weil zählte zu den weltweit besten Sängern seiner Zeit und war als Heldenbariton lange Jahre „der unbestrittene Star der Stuttgarter Oper“. Er reüssierte in ganz Europa und in den Vereinigten Staaten und beeindruckte durch seine Vielseitigkeit.
Sein Wirken in Stuttgart wurde im Rahmen der Ausstellung Verstummte Stimmen gewürdigt, die im Herbst 2008 zur Vertreibung jüdischer Künstler aus der Oper von 1933 bis 1945 auch in der Staatsoper Stuttgart gezeigt wurde. Am 7. April 2016 wurde eine weitere Gedenkstunde für die Opfer des Nationalsozialismus unter den Angehörigen der Staatstheater Stuttgart veranstaltet. In diesem Rahmen wurde eine Wandtafel „Verstummte Stimmen“ für 23 Künstler, darunter Hermann Weil, im Foyer des Staatstheaters enthüllt.
Im Bayreuther Richard-Wagner-Park nahe dem Festspielhaus Bayreuth wurde für ihn eine Gedenktafel mit einem Text aus dem Katalog zur Ausstellung Verstummte Stimmen errichtet.